# زن سرخ‌پوش (فیلم ۱۹۳۵)
زن سرخ‌پوش (انگلیسی: The Woman in Red) فیلمی در ژانر درام به کارگردانی رابرت فلری است که در سال ۱۹۳۵ منتشر شد.

## بازیگران
- باربارا استانویک
- جین ریموند
- فیلیپ رید
- آرتور تریچر
- دوریس لوید
- دورتی تری
- ادوارد وان اسلون
- جنویو توبین
- نلا واکر
- راسل هیکس